# Yoshiharu Ueno
Pour les articles homonymes, voir Ueno (homonymie).
Yoshiharu Ueno (上野 良治, Ueno Yoshiharu) est un footballeur japonais né le 21 avril 1973 à Saitama dans la préfecture de Saitama au Japon.